# Nupserha laticollis
Nupserha laticollis är en skalbaggsart som beskrevs av Stefan von Breuning 1960. Nupserha laticollis ingår i släktet Nupserha och familjen långhorningar. Inga underarter finns listade i Catalogue of Life.